# Нянина, Нонна Геннадьевна
Нонна Геннадьевна Нянина (род. 20 января 2006, Симферополь) — российская гимнастка. Мастер спорта России международного класса (2021).

## Биография
Начала заниматься гимнастикой в три года. Окончила Спортивную школу олимпийского резерва по художественной гимнастике в Симферополе. Училась в симферопольской школе № 31. По состоянию на 2024 год обучается в Крымском среднем профессиональном училище олимпийского резерва.
Первый тренер — Ирина Абрамова. В дальнейшем занималась под руководством тренеров Оксаны Ризатдиновой, Светланы Олейник и хореографа Юлии Василенко. Член спортивного общества «Русь».
В марте 2016 года стала победителем Открытого первенства Симферополя по программе второго разряда.
Двукратная золотая призёрша Игр стран СНГ 2021 года в групповых упражнениях (команда и ленты). В августе 2023 года завоевала золото на III этапе Кубка сильнейших в групповых упражнениях (многоборье).
Золотая призёрша чемпионата Европы по художественной гимнастике среди юниорок, который прошёл в июне 2021 года в болгарской Варне. Нянина в составе сборной России завоевала три медали в групповых упражнениях. Победительница Кубка России 2023 года в Екатеринбурге.
Чемпионка России 2024 года в групповом упражнении в многоборье и в групповом упражнении с мячами и лентами.
На Играх стран БРИКС 2024 года в Казани в составе сборной России стала победителем в групповых упражнениях с обручем и финалистом в групповых упражнениях в многоборье. За золото на играх получила благодарность Главы Республики Крым.